# 221人の勅語奉答

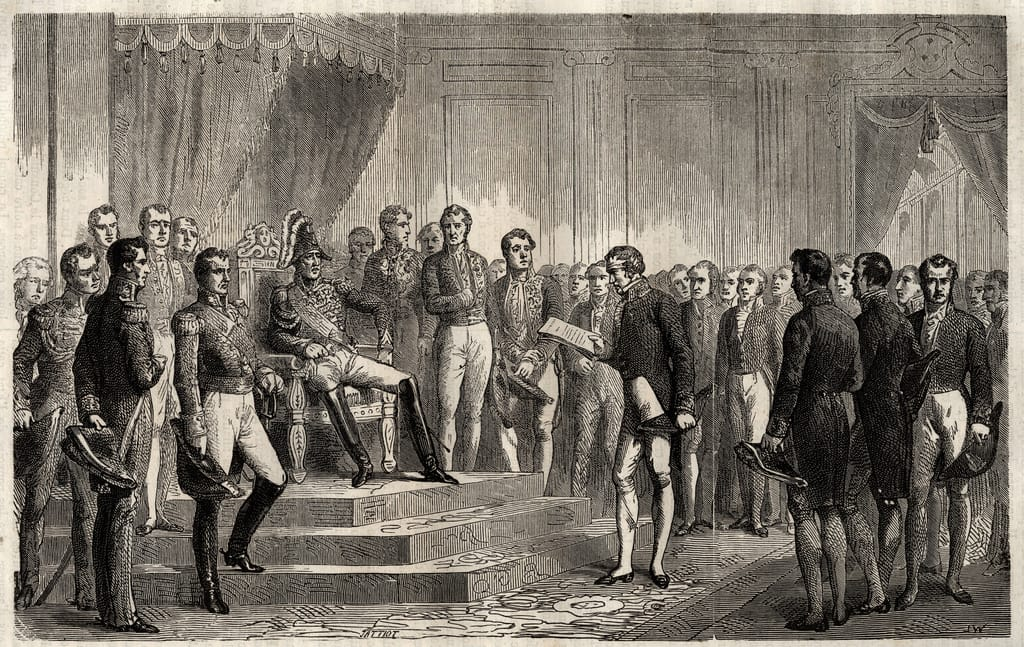
1830年3月18日、チュイルリー宮殿を訪れ、シャルル10世に奉答文を朗読するロワイエ＝コラール代議院議長

221人の勅語奉答（にひゃくにじゅういちじんのちょくごほうとう、フランス語: Adresse des 221）は、フランス復古王政末期の1830年3月16日、国王シャルル10世に向けて代議院から提出された奉答文。代議院の会期冒頭を機に、議会内の自由主義性向の多数派（221人の代議士）がポリニャック内閣に対する不信任の意思を表明するものであった。

## 背景
1827年11月の選挙以降、純理派（doctrinaires、ドクトリネール）が代議院の多数派となった。1814年憲章の規定上の義務がないにもかかわらず、そして自身の信念にも反して、シャルル10世は初めは議会制度に従う姿勢を見せ、1828年1月5日に自由主義に融和的なマルティニャック子爵を首相に任命した。マルティニャックは幾つかの自由主義的な法律を成立させたが、自由主義の高まりを抑えることができなかった。地方自治の再編に関する法案が代議院で廃案になると、彼は辞任に追い込まれた。
自由派の行き過ぎにうんざりしたシャルル10世は、議会の多数派を無視し、自身の意志を貫く決意を固めた。1829年8月8日、国王は忠実な友人であり、超王党派（ultra-royalistes、ユルトラ＝ロワイヤリスト）の指導者でもあるジュール・ド・ポリニャック公爵を外務大臣に任命した。ポリニャックはすぐに新内閣の中心人物と見なされ、11月には首相に就任した。この新内閣の指導者は、ヴェルサイユ宮廷の悪い記憶とゴシップを思い起こさせる人物であった。ポリニャックは、非常に不人気だったマリー・アントワネットの親友であるポリニャック公爵夫人の息子であり、亡命中にはコブレンツでシャルル10世の側にいた人物であるため、自由主義者の間では評判が悪かった。

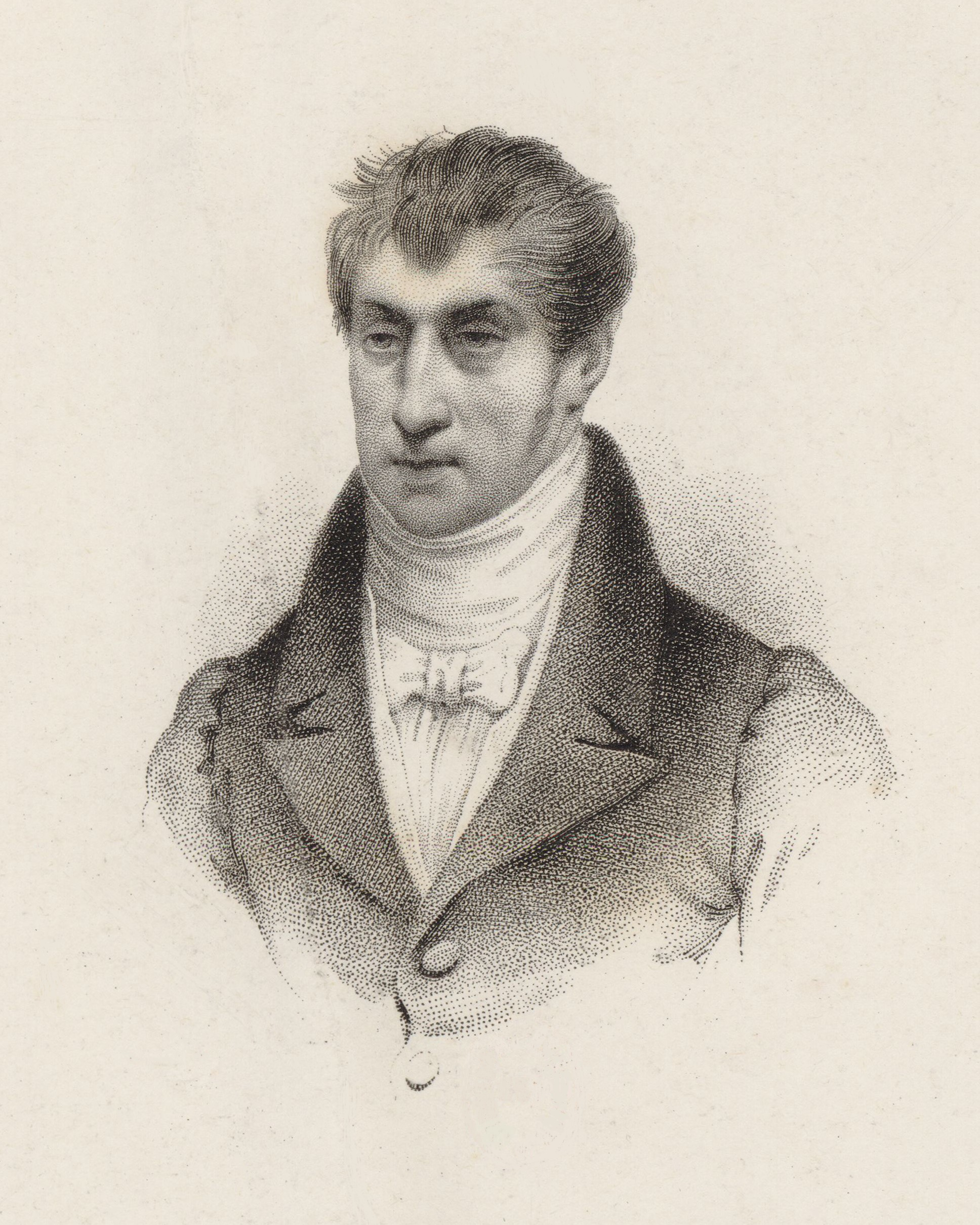
超王党派の中心人物として自由派勢力から不信任の対象となったポリニャック公

ポリニャックの側近である内務大臣のラ・ブルドネ伯爵もまた、1815年に「死刑、鎖、処刑人」を求めて百日天下に参加した者たちを非難した超王党派の一人であり、革命の遺産を一掃することを望んでいた。陸軍大臣のブルモン伯爵は、ナポレオン1世に一時的に仕えた元王党派党員であり、ワーテルローの戦いの数日前にナポレオンを裏切った。このような人事は、ポリニャック内閣に対する世間の認識をさらに悪化させるのに一役買った。
野党は憤慨して「コブレンツ、ワーテルロー、1815年。これが新内閣の三つの原理であり、三人の主要人物だ。どの方向から見ても恐ろしい、どの角度から見ても怒りを覚える。この内閣を絞れば、出てくるのは屈辱、不幸、そして悲嘆だけだ」と叫んだ。また、ジュルナル・デ・デバ（論争新聞）の編集長であるルイ＝フランソワ・ベルタンは有名な記事を発表して「不幸なるフランス！ 不幸なる国王よ！」 という言葉で締めくくった。ベルタンは「旧怨に満ちた宮廷、偏見にとらわれた亡命者たち、自由を憎む聖職者たち」を激しく批判した。
この激しさの中には、ある種の演出が含まれていた。ポリニャックは王権神授説に取り憑かれた狂信的な敬虔主義者として描かれているが、実際には立憲君主制に賛成しており、ただしそれは無制限で節度のない報道の自由とは両立しないと考えていた。主要閣僚中には、司法大臣のクルボアジェ、文部大臣のモンベル男爵、財務大臣のシャブロル・ド・クルーゾル伯爵、海軍大臣のオゼ男爵など、比較的自由主義に近い人物が複数いた。
ポリニャックが首相に就任した1829年11月18日にラ・ブルドネが辞任すると、後任内相にはモンベル男爵が、文相には自由主義的な裁判官のゲルノン＝ランヴィル伯爵が任命された。1829年11月の時点で、超王党派が憲章を保守的に改変しようとしたり、純粋に絶対王政を復活させようとしているという噂が広まり始めた。野党が主張したように、シャルル10世とポリニャックが1789年以前の絶対王政の復活を目指していたと断言できる証拠はない。実際には、1829年から1830年にかけて争われたのは、立憲君主制に対する二つの異なる理解、すなわち1814年憲章の解釈をめぐる対立だった。
一方で国王は、憲章を厳密に読み取ろうとしていた。シャルル10世の見解では、国王が大臣を自由に任命でき、憲章に定められた二つの事例（反逆または収賄）の場合にのみ罷免させるのが当然だと考えていた。他方、自由派はイギリス式の制度、すなわち議会主義へと制度を進化させたいと望んでいた。彼らは、大臣は代議院の多数の信任を得なければならないと考えていた。なお、この議論は7月王政期においても完全には決着を見なかった。

## 国王の演説
1830年3月2日、代議院開院式の際、シャルル10世は王座に座って演説を行い、アルジェ遠征を発表するとともに、制度が行き詰まった場合には勅令による統治も辞さないという含みをもって野党を脅した。
「公共の平和を維持する決意」という言及は、1814年憲章の第14条を指している。そこには「国王は… 法の執行および国家の安全のために必要な布告および命令を発する」とある。シャルル10世は「諸君が協力してくれることを疑っていない」及び「予見もしたくない」という言葉を声と身振りで強調したが、途中で国王の帽子が王座の足元に転がった。そこにはオルレアン公ルイ・フィリップが立っており、オルレアン公はその帽子を拾って、丁寧に国王に返した。この光景が後に予兆的な出来事として多くの証言に残ることになった。

## 論争
国王の演説に応えて、代議院は「勅語奉答（Adresse）」と呼ばれる決議案を採択しなければならなかった。国王の叱責があった後、代議士たちはこの目的で任命された委員会が作成した奉答文の討議に入り、3月15日と16日に審議が行われた。この案は、政府に対する事実上の不信任決議案であった。
法的には、1814年憲章は代議制の政体を定めたが、議院内閣制を確立したものではなかった。憲章のどこにも、代議院が内閣の構成に干渉する権限を有するとは記されておらず、それは完全に国王の特権であった。また、内閣が代議院の信任を得なければならないという規定も存在しなかった。確かに、法律を制定するには内閣と議会の協力が必要であったが、それは政府が代議院の信任に基づいて成立すべきであるということを意味するものではなかった。しかし、自由派の理論家たち、特にバンジャマン・コンスタンは予算案の否決による徴税の違法化という脅威を持ち出している。議会はこの手段を用いて、内閣の統治を妨げ、辞任に追い込むことができるのだ。エーヌ県の代議士であり、パレ・ロワイヤルに通じているオラース・セバスティアニ将軍は国王に大臣を自由に選ぶ権利があると認めつつも、議会において制度に対する独自の解釈を展開した。
これは18世紀末のイギリス式立憲君主制そのものだと見なすことができる。

## 奉答文の上奏
3月16日、代議院は奉答文についての票決を行った。投票者の402人中、賛成は221票、反対は181票で、奉答文は可決された。すぐさま、自由派議員のアレクサンドル・メシャンがこの知らせをオルレアン公に伝えにパレ・ロワイヤルへ走った。3月18日の遅い午前に、シャルル10世はチュイルリー宮殿で代議院議長のピエール＝ポール・ロワイエ＝コラール率いる議員団を迎えた。議長は国王に次のように起草された奉答文を朗読した。
シャルル10世は次のように答えた。
危機を解決するために、シャルル10世は5月16日に議会を解散し、自らに有利な多数派を再構成するために国民の判断に委ねることにした。しかし、予想に反して、6月23日と7月19日の選挙では自由派が勝利を収めた。さらに自由派は274席を獲得し、解散前よりも53席多い結果となった。